# Devils Hole
Devils Hole er en geologisk formation beliggende inden i Ash Meadows National Wildlife Refuge, Nye County, i den amerikanske delstat Nevada.
Devils Hole er en løsrevet enhed af Death Valley National Park, og er det eneste levested, for den eneste naturligt forekommende bestand af den truede Devils Hole pupfish (Cyprinodon diabolis). Området blev totalfredet i 1984.